# Amarillo sólido
El Amarillo sólido es un azoderivado que fue utilizada como colorante alimentario catalogado por la Unión Europea con el código E-105 en el sistema de Números E. Su uso fue prohibido en la Unión Europea y Estados Unidos en el año 1978 ya que es perjudicial para la salud.
- Datos: Q10854268